# خطب الشيخ القرضاوي (كتاب)
خطب الشيخ القرضاوي كتاب يجمع خطب الشيخ يوسف القرضاوي قام بجمعه وإعداده الشيخ خالد السعد. صدر منه عدة أجزاء في سنوات متعاقبة.

## وصلات خارجية
- صفحة الكتاب على موقع الشيخ القرضاوي.